# 슬레이브워
《슬레이브워》(Bilal: A New Breed of Hero)는 사우디아라비아에서 제작된 아이만 자말 감독의 2015년 전쟁, 애니메이션 영화이다. 아데웰 아킨누오예 아바제 등이 주연으로 출연하였고 아이만 자말 등이 제작에 참여하였다.

## 출연

### 주연
- 아데웰 아킨누오예 아바제
- 이안 맥쉐인
- 차이나 앤 맥클레인

### 조연
- 제이콥 라티모어
- 신시아 케이 맥윌리암스
- 프레드 타타시오르
- 토마스 이안 니콜라스
- 데이브 B. 밋첼
- 알 로드리고
- 마이클 그로스
- 존 큐리
- 믹 윙거트
- 세이지 라이언

## 기타
- 배역: 토드 레스닉